# اکبرآباد (ایرندگان)
اکبرآباد یک روستا در ایران است که در بخش ایرندگان شهرستان خاش در استان سیستان و بلوچستان واقع شده‌است. اکبرآباد ۲۸ نفر جمعیت دارد.

## جمعیت
این روستا در دهستان کهنوک قرار دارد و براساس سرشماری مرکز آمار ایران در سال ۱۳۸۵، جمعیت آن ۲۸ نفر (۶ خانوار) بوده‌است.